# Gorilla Manor
Albums de Local Natives
Hummingbird
(2013)
Gorilla Manor est le 1er album du groupe Local Natives.

## Track listing
| No  | Titre               | Durée |
| --- | ------------------- | ----- |
| 1.  | Wide Eyes           | 4:26  |
| 2.  | Airplanes           | 3:58  |
| 3.  | Sun Hands           | 4:51  |
| 4.  | World News          | 4:32  |
| 5.  | Shape Shifter       | 5:30  |
| 6.  | Camera Talk         | 3:45  |
| 7.  | Cards & Quarters    | 4:00  |
| 8.  | Warning Sign        | 4:12  |
| 9.  | Who Knows Who Cares | 3:53  |
| 10. | Cubism Dream        | 4:00  |
| 11. | Stranger Things     | 5:46  |
| 12. | Sticky Thread       | 3:48  |